# Taraxacum fontanosquameum
Taraxacum fontanosquameum — вид квіткових рослин з родини айстрових (Asteraceae). Вид зростає в Європі: Швейцарія, зх. Австрія, пд.-сх. Франція, пн. Італія; це багаторічна рослина помірних біомів.